# Cláudio Danni
Cláudio Danni, właśc. Cláudio João Danni (ur. 22 lutego 1942 w Canoas) – piłkarz brazylijski, występujący na pozycji obrońcy.

## Kariera klubowa
Karierę piłkarską Cláudio Danni rozpoczął w SC Internacional w 1959 roku. Z Internacionalem zdobył mistrzostwo stanu Rio Grande do Sul – Campeonato Gaúcho w 1961 roku. W latach 1963–1966 występował w SC Corinthians Paulista. W latach 1966–1967 występował w Cruzeiro EC. Z Cruzeiro dwukrotnie zdobył mistrzostwo stanu Minas Gerais – Campeonato Mineiro w 1966 i 1967 oraz Taça Brasil w 1966 roku. W 1967 roku miał krótki epizod kolumbijskiej Américe Cali. Ostatnim klubem w karierze Cláudio Danniego było Cruzeiro Porto Alegre, w którym zakończył karierę w 1970 roku.

## Kariera reprezentacyjna
W reprezentacji Brazylii Cláudio Danni zadebiutował 27 marca 1963 w zremisowanym 2-2 towarzyskim meczu z reprezentacją Ekwadoru podczas Copa América 1963, na której Brazylia zajęła czwarte miejsce. Cláudio Danni na turnieju wystąpił w dwóch meczach z Ekwadorem i Boliwią. Ostatni raz w reprezentacji Cláudio Danni wystąpił 24 kwietnia 1963 w przegranym 2-4 towarzyskim meczu z reprezentacją Belgii. Ogółem w reprezentacji wystąpił 5 razy.